# Сейнт Клеър (езеро в Северна Америка)
Вижте пояснителната страница за други значения на Сейнт Клеър.
Езеро Сейнт Клеър (на английски: Lake St. Clair; на френски: Lac Sainte-Claire) е най-малкото по големина езеро от групата на Големите езера в Северна Америка, но много често то не се включва в класацията, тъй като в сравнение с останалите е много малко. Намира на границата между САЩ (щат Мичиган) и Канада (провинция Онтарио). Площта му, заедно с островите в него е 1114 км2. Площта само на канадската територия на езерото е 490 км2, като по този начин то е 15-о по големина езеро в провинция Онтарио и 99-о в Канада. Надморската височина на водата е 175 м.
Езерото се намира на границата между САЩ и Канада, като по-малко от половината от площта му (490 км2) са на канадска територия (провинция Онтарио), а останалите 624 км2 – на американска (щат Мичиган). Сейнт Клеър е третото по ред езеро от долу нагоре след Онтарио и Ери от групата на Големите езера в Северна Америка. По нагоре е разположено Хюрън, с което се свързва чрез река Сейнт Клеър, а по-надолу езерото Ери – чрез река Детройт.
От север на юг дължината на езерото е 42,8 км, а максималната му ширина от запад на изток – 38,6 км. Обемът на водата е 3,4 км3. Максималната му дълбочина е 8,2 м в централната част на езерото, къде е специално удълбано с цел подобряване на корабоплаването. Водното ниво на езерото се намира на 175 м н.в.
Бреговата линия, особено в северната и североизточната част е силно разчленена с обща дължина от 272 км. В северната част на езерото, на американска територия се намира залива Анкър Бей. В северната част се намират няколко десетки малки острова, най-голям от които е Гъл.
Освен река Сейнт Клеър, която изтича от езерото Хюрън и се влива от север в езерото, в него се вливат още няколко реки – Темза, Сидънам, Клинтън и др., а изтича само една – Детройт, вливаща се в езерото Ери.
По бреговете на езерото са разположени множество населени места – Детройт и предградията му на север, Харисън, Ню Балтимор (САЩ); Текумзе (Канада).
Според официално приетата версия езерото Сейт Клеър е открито от френския изследователи на Северна Америка Рене Робер дьо Ла Сал на 12 август 1679 г., който го кръщава в чест на света Клара (1194 – 1253) от Асизи.